# Getap (Vayots Dzor)
Pour les articles homonymes, voir Getap.
Getap (en arménien Գետափ ) est une communauté rurale du marz de Vayots Dzor, en Arménie. Elle compte 2 355 habitants en 2008.
Getap est à l'extrémité de la M10.